# Campo de Jacobi
En geometría riemanniana, un campo de Jacobi es un campo vectorial a lo largo de una geodésica en una variedad riemanniana. Describe la variación entre la geodésica y otras "infinitesimalmente cercanas", es decir, los campos de este tipo constituyen el espacio tangente a la misma en el espacio de geodésicas. Reciben su nombre de Carl Jacobi.

## Definiciones y propiedades
Un campo vectorial {\displaystyle J} a lo largo de una geodésica {\displaystyle \gamma } se denomina campo de Jacobi si satisface la ecuación de Jacobi:
{\displaystyle {\frac {D^{2}}{dt^{2}}}J(t)+R(J(t),{\dot {\gamma }}(t)){\dot {\gamma }}(t)=0,}
donde {\displaystyle D} denota la derivada covariante con respecto a la conexión de Levi-Civita, {\displaystyle R} el tensor de curvatura de Riemann y {\displaystyle {\dot {\gamma }}(t)=d\gamma (t)/dt} el campo vectorial tangente a la geodésica. 
Una manera de obtener campos de Jacobi es la siguiente: sea {\displaystyle \gamma _{\tau }} una familia uniparamétrica suave de geodésicas, con {\displaystyle \gamma _{0}=\gamma }. Entonces, el campo
{\displaystyle J(t):=\left.{\frac {\partial \gamma _{\tau }(t)}{\partial \tau }}\right|_{\tau =0}}
es de Jacobi y describe el comportamiento de las geodésicas en un entorno infinitesimal de {\displaystyle \gamma }. En una variedad riemanniana completa, todo campo de Jacobi proviene de esta construcción.
La ecuación de Jacobi es una ecuación diferencial ordinaria lineal de orden dos y, por tanto, los valores iniciales de {\displaystyle J} y {\displaystyle {\frac {D}{dt}}J} en un punto de la geodésica determinan la solución de manera única. Además, el conjunto de campos de Jacobi a lo largo de una geodésica dada forma un espacio vectorial real cuya dimensión es el doble de la dimensión de la variedad.
Ejemplos sencillos de campos de Jacobi son {\displaystyle {\dot {\gamma }}(t)} y {\displaystyle t{\dot {\gamma }}(t)}, que corresponden a las familias {\displaystyle \gamma _{\tau }(t)=\gamma (\tau +t)} y {\displaystyle \gamma _{\tau }(t)=\gamma ((1+\tau )t)}. Ambas familias están dadas por reparametrizaciones de la geodésica. Todo campo de Jacobi {\displaystyle J} admite una descomposición {\displaystyle T+I} de manera única, donde {\displaystyle T(t)=a{\dot {\gamma }}(t)+bt{\dot {\gamma }}(t)} es una combinación lineal de los ejemplos anteriores y {\displaystyle I(t)} es ortogonal a {\displaystyle {\dot {\gamma }}(t)}. La parte dada por el campo {\displaystyle I} corresponde a la misma variación infinitesimal en las geodésicas que {\displaystyle J}, modificando las parametrizaciones de las mismas.

## Motivación
En la esfera unidad, las geodésicas a través del polo norte son los círculos máximos que pasan por dicho punto. Dadas dos geodésicas {\displaystyle \gamma _{0}} y {\displaystyle \gamma _{\tau }} de ese tipo, donde {\displaystyle \tau } denota el ángulo de separación, y parametrizadas de manera natural por {\displaystyle t\in [0,\pi ]}, la distancia entre ambas es:
{\displaystyle d(\gamma _{0}(t),\gamma _{\tau }(t))=\sin ^{-1}{\bigg (}\sin t\sin \tau {\sqrt {1+\cos ^{2}t\tan ^{2}(\tau /2)}}{\bigg )}.}
Este valor se obtiene a partir de las ecuaciones explícitas de las geodésicas, calculando la distancia mediante la métrica riemanniana. Puede observarse que {\displaystyle d(\gamma _{0}(\pi ),\gamma _{\tau }(\pi ))=0\,}, para todo {\displaystyle \tau }.
Es decir, las geodésicas intersecan en el polo sur. Una motivación para introducir los campos de Jacobi es que es posible detectar tales intersecciones únicamente mediante la variación en las geodésicas. Efectivamente, si consideramos la derivada con respecto a {\displaystyle \tau } en {\displaystyle \tau =0}, se obtiene:
{\displaystyle {\frac {\partial }{\partial \tau }}{\bigg |}_{\tau =0}d(\gamma _{0}(t),\gamma _{\tau }(t))=|J(t)|=\sin t.}
Sigue siendo posible detectar la intersección en {\displaystyle t=\pi }. El cálculo de esta variación no requiere de la fórmula explícita de la distancia, lo que facilita la obtención del punto de intersección. Los campos de Jacobi generalizan de manera natural este fenómeno a variedades riemannianas arbitrarias.

## Resolución de la ecuación de Jacobi
Sea {\displaystyle e_{1}(0)={\dot {\gamma }}(0)/|{\dot {\gamma }}(0)|} y {\displaystyle {\big \{}e_{i}(0){\big \}}} una base ortonormal de {\displaystyle T_{\gamma (0)}M} obtenida completando a partir de dicho vector. Esto da lugar, mediante transporte paralelo, a una base ortonormal {\displaystyle \{e_{i}(t)\}} a lo largo de toda {\displaystyle \gamma }, donde {\displaystyle e_{1}(t)={\dot {\gamma }}(t)/|{\dot {\gamma }}(t)|}. Si escribimos el campo de Jacobi en esta base como {\displaystyle J(t)=y^{k}(t)e_{k}(t)}, se tiene
{\displaystyle {\frac {D}{dt}}J=\sum _{k}{\frac {dy^{k}}{dt}}e_{k}(t),\quad {\frac {D^{2}}{dt^{2}}}J=\sum _{k}{\frac {d^{2}y^{k}}{dt^{2}}}e_{k}(t),}
y, por tanto, la ecuación de Jacobi toma la forma siguiente:
{\displaystyle {\frac {d^{2}y^{k}}{dt^{2}}}+|{\dot {\gamma }}|^{2}\sum _{j}y^{j}(t)\langle R(e_{j}(t),e_{1}(t))e_{1}(t),e_{k}(t)\rangle =0.}
Es decir, se obtiene un sistema de ecuaciones diferenciales ordinarias cuyos coeficientes son funciones suaves y, por tanto, existe una solución única fijados valores iniciales para {\displaystyle y^{k}(0)} y {\displaystyle {y^{k}}'(0)}.

## Aplicaciones

### Puntos críticos de la aplicación exponencial
Sea {\displaystyle M} una variedad riemanniana. Los campos de Jacobi permiten establecer un criterio para la detección de puntos críticos de la aplicación exponencial en un punto {\displaystyle p\in M}:
{\displaystyle \exp _{p}:T_{p}M\supset V\rightarrow M}
Para ello, sea {\displaystyle \gamma :[0,a]\to M} una geodésica con punto inicial {\displaystyle \gamma (0)=p}. Se dice que otro punto {\displaystyle \gamma (t_{0})\in M} es un punto conjugado a {\displaystyle p} a lo largo de {\displaystyle \gamma } si existe un campo de Jacobi {\displaystyle J} no idénticamente nulo a lo largo de {\displaystyle \gamma } con {\displaystyle J(0)=0\in T_{p}M} y {\displaystyle J(t_{0})=0\in T_{\gamma (t_{0})}M}.
Se tiene que {\displaystyle \gamma (t_{0})} es un punto conjugado a {\displaystyle p} si y solamente si {\displaystyle t_{0}\cdot \gamma '(0)\in T_{p}M} es un punto crítico de la aplicación exponencial {\displaystyle \exp _{p}}. En ese caso, el correspondiente valor crítico es {\displaystyle \exp _{p}(t_{0}\cdot \gamma '(0))=\gamma (t_{0})}, el punto conjugado.
La demostración utiliza el hecho de que un campo de Jacobi en {\displaystyle \gamma } que se anula en {\displaystyle t=0} admite la expresión {\displaystyle J(t)=(d\exp _{p})_{t\gamma '(0)}(tJ'(0))}. Esta se obtiene a través de la familia de geodésicas {\displaystyle \gamma _{\tau }(t)=\exp _{p}(t(\gamma '(0)+\tau J'(0)))}, con el procedimiento explicado anteriormente (pues da lugar a un campo de Jacobi con los mismos valores iniciales que {\displaystyle J}, de modo que coinciden por unicidad). 
Por tanto, {\displaystyle \gamma (t_{0})} es conjugado a {\displaystyle p} si y solamente si existe cierto {\displaystyle w\in T_{p}M} no nulo con {\displaystyle (d\exp _{p})_{t_{0}\gamma '(0)}(t_{0}w)=0} (el correspondiente campo de Jacobi está dado por una variación en las geodésicas en dirección de {\displaystyle w}, es decir, por la condición {\displaystyle J'(0)=w}). Esta condición equivale a que {\displaystyle \ker(d\exp _{p})_{t_{0}\gamma '(0)}\neq 0} y, por tanto, a que el punto {\displaystyle t_{0}\cdot \gamma '(0)} sea crítico.

## Ejemplos
Sea {\displaystyle \gamma (t)} una geodésica y {\displaystyle e_{i}(t)}, {\displaystyle e_{1}(t)={\dot {\gamma }}(t)/|{\dot {\gamma }}|} un sistema de referencia ortonormal a lo largo de la misma, obtenido como en la sección anterior. Entonces:
- Los campos vectoriales {\displaystyle {\dot {\gamma }}(t)} y {\displaystyle t{\dot {\gamma }}(t)} son campos de jacobi.
- En el espacio euclídeo (así como en espacios de curvatura seccional nula), los campos de Jacobi son aquellos lineales en {\displaystyle t}, es decir, de la forma {\displaystyle p+tv}, con {\displaystyle p,v\in \mathbb {R} ^{n}}.
- En variedades riemannianas de curvatura seccional negativa y constante, {\displaystyle -k^{2}}, los campos de Jacobi son combinaciones lineales de {\displaystyle {\dot {\gamma }}(t)}, {\displaystyle t{\dot {\gamma }}(t)} y {\displaystyle \exp(\pm kt)e_{i}(t)}, con {\displaystyle i>1} .
- En variedades riemannianas de curvatura seccional positiva y constante {\displaystyle k^{2}}, los campos de Jacobi son combinaciones lineales de {\displaystyle {\dot {\gamma }}(t)}, {\displaystyle t{\dot {\gamma }}(t)}, {\displaystyle \sin(kt)e_{i}(t)} y {\displaystyle \cos(kt)e_{i}(t)}, con {\displaystyle i>1} .
- La restricción de un campo de Killing a una geodésica siempre da lugar a un campo de Jacobi.